# Вашингтон, Энтони
Энтони Вашингтон (англ. Anthony Washington; род. 16 января 1966, Глазго, Монтана) — американский легкоатлет, специалист по метанию диска. Выступал за сборную США по лёгкой атлетике в 1990-х годах, чемпион мира, победитель Кубка мира, двукратный чемпион Панамериканских игр, серебряный призёр Универсиады, многократный победитель и призёр первенств национального значения, участник трёх летних Олимпийских игр.

## Биография
Энтони Вашингтон родился 16 января 1966 года в городе Глазго, штат Монтана.
Занимался лёгкой атлетикой во время учёбы в Сиракузском университете, состоял в местной университетской команде, неоднократно принимал участие в различных студенческих соревнованиях. В частности, успешно выступал на чемпионате Национальной ассоциации студенческого спорта (NCAA) — здесь в метании диска становился бронзовым и серебряным призёром в 1987 и 1989 годах соответственно. Будучи студентом, представлял Соединённые Штаты на Универсиаде 1989 года в Дуйсбурге, став финале пятым. Окончил университет в 1990 году.
Первого серьёзного успеха на международном уровне добился в сезоне 1991 года, когда впервые одержал победу на чемпионате США в метании диска, вошёл в состав американской национальной сборной и выступил на Панамериканских играх в Гаване, где тоже превзошёл всех соперников. Также в этом сезоне метал диск на чемпионате мира в Токио и на Универсиаде в Шеффилде — выиграл серебряную медаль, уступив только нигерийцу Адевале Олукоджу.
Благодаря череде удачных выступлений удостоился права защищать честь страны на летних Олимпийских играх 1992 года в Барселоне — в финале метания диска показал результат 59,96 метра, расположившись в итоговом протоколе соревнований на 12-й строке. Позднее с результатом 64,86 победил на Кубке мира в Гаване.
В 1993 году вновь стал чемпионом США в метании диска, закрыл десятку сильнейших на чемпионате мира в Штутгатре, был вторым на Финале Гран-при IAAF в Лондоне.
В 1996 году на турнире в Салинасе установил свой личный рекорд в метании диска — 71,14 метра, а позже в третий раз победил на чемпионате США — тем самым прошёл отбор на домашние Олимпийские игры в Атланте. На Играх был близок к призовым позициям, с результатом 65,42 занял в финале четвёртое место.
Одним из самых успешных сезонов в карьере Вашингтона оказался сезон 1999 года, когда он в четвёртый раз завоевал титул национального чемпиона, был лучшим на чемпионате мира в Севилье и на Панамериканских играх в Виннипеге, показал третий результат на Финале Гран-при IAAF в Мюнхене.
Став третьим на национальном олимпийском отборочном турнире в Сакраменто, в 2000 году отправился на Олимпийские игры в Сиднее, где с результатом 59,87 занял итоговое 12-е место. По окончании сиднейской Олимпиады завершил спортивную карьеру.